# 슈퍼맨/배트맨: 아포칼립스
《슈퍼맨/배트맨: 아포칼립스》(영어: Superman/Batman: Apocalypse)는 2010년 슈퍼맨과 배트맨의 비디오 애니메이션 영화이다. 제프 로브와 마이클 터너의 만화 《슈퍼맨/배트맨: 슈퍼걸》을 원작으로 했으며, 《슈퍼맨/배트맨: 공공의 적》(2009)의 속편이다. 슈퍼맨과 배트맨, 슈퍼걸, 원더우먼, 다크사이드, 빅 바르다, 그래니 굿니스가 등장한다.

## 성우진
- 케빈 콘로이 - 브루스 웨인 / 배트맨
- 팀 데일리 - 클라크 켄트 / 슈퍼맨
- 서머 글라우 - 카라 조-엘 / 슈퍼걸
- 앤드리 브라우어 - 다크사이드
- 수전 아이젠버그 - 다이애나 프린스 / 원더우먼
- 줄리앤 그로스먼 - 빅 바르다
- 에드워드 애스너 - 그래니 굿니스
- 레이철 퀘인턴스 - 하빈저 / 라일라 마이클스, 아르테미스
- 샐리 사피오티 - 길로티나
- 앤드리아 로마노 - 스톰파
- 짐 워드 - 라디오 DJ
- 데이브 B. 미첼 - 수염난 인부
- 그레그 앨런 윌리엄스 - 무서운 인부
- 존 사이건
- 에이프릴 윈첼
- 타라 스트롱